# Fabian Gerster
Fabian Gerster (* 29. Dezember 1986 in Saulgau) ist ein ehemaliger deutscher Fußballspieler.

## Karriere
In seiner Jugend spielte Gerster für den SV Ennetach, den FC Mengen und den SC Pfullendorf, wo er auch seine ersten Spiele in der Fußball-Regionalliga Süd absolvierte. Im Jahre 2009 wechselte er dann zu den Stuttgarter Kickers, die gerade aus der 3. Fußball-Liga abgestiegen waren. In der dritten Saison gelang Gerster dann der Wiederaufstieg mit den Kickers in die dritthöchste Spielklasse.
Seinen ersten Profieinsatz hatte er am 8. August 2012, als er im Heimspiel gegen den Hallescher FC in der 40. Minute eingewechselt wurde.
Im Juni 2015 gab Gerster bekannt, seine Profikarriere zu beenden und stattdessen ins Berufsleben einzusteigen (er schloss 2014 ein Sportmanagement-Studium an der Universität Tübingen ab).
Zu Beginn der Saison 2017/18 wurde er als Co-Trainer seines jahrelangen Mannschaftskollegen Marcel Ivanusa bei der SpVgg 07 Ludwigsburg vorgestellt. Jedoch traten beide noch vor dem ersten Spieltag zurück.
Gerster ist seit 2015 Sportökonom bei der Unternehmensberatung Quattrex Sport AG und analysiert dort Vereine.